# (14057) Manfredstoll
(14057) Manfredstoll ist ein Asteroid des Hauptgürtels, der am 15. Jänner 1996 von den österreichischen Astronomen Erich Meyer und Erwin Obermair auf ihrer Sternwarte Davidschlag (IAU-Code 540) in der Nähe von Linz in Österreich entdeckt wurde.
Der Himmelskörper gehört zur Massalia-Familie, einer Gruppe von Asteroiden, die nach (20) Massalia benannt wurde.
Das Objekt wird der Spektralklasse S zugeordnet und besitzt eine Absolute Helligkeit von 15,7 mag.
Der geschätzte Durchmesser ist ungefähr 2.08 KM, was sich aus einer Lichtkurvenmessung ergeben hat.
Der Asteroid wurde nach dem Wiener Computer-Spezialisten für astronomische Software Manfred Stoll (* 1938 - †?) benannt.
Er hatte die noch heute für Sternführungen sich in Betrieb befndliche Software Teleskop Steuerung für die Kepler Sternwarte Linz beigetragen.